# Hem Thon Vitiny
Hem Thon Vitiny, född 7 september 1993, är en kambodjansk simmare. 
Vitiny tävlade för Kambodja vid olympiska sommarspelen 2008 i Peking, där hon blev utslagen i försöksheatet på 50 meter frisim. Vid olympiska sommarspelen 2012 i London blev Vitiny utslagen i försöksheatet på samma distans. Vid olympiska sommarspelen 2016 i Rio de Janeiro blev hon för tredje gången utslagen i försöksheatet på 50 meter frisim.